# Topônimos de origem tupi no Brasil
Os topônimos de origem tupi são os nomes geográficos que têm origem no tupi antigo, língua falada em toda a costa brasileira quando da chegada dos portugueses, e que mais tarde foi levada ao interior pelos bandeirantes e por missionários, passando a ser conhecida como língua geral. O tupi, tanto o antigo como a língua geral dele derivada, gerou a grande maioria dos topônimos brasileiros de origem indígena.
Tais topônimos podem ser classificados em duas categorias: os espontâneos e os artificiais. Os primeiros são mais antigos, e foram atribuídos de modo natural pelos indígenas ou por colonizadores falantes de tupi. Os últimos são em geral muito mais recentes, e foram criações originais, isto é, foram inventados por alguém ou por um grupo de pessoas em uma época em que o tupi antigo não era mais falado. O filólogo Eduardo Navarro classifica os topônimos artificiais em adequados – aqueles que respeitam a gramática do tupi e designam lugares onde essa língua foi efetivamente falada – ou inadequados, os que não atendem a um desses critérios.
Outra classificação possível é por antiguidade: desde topônimos que foram criados há não muitas décadas (os artificiais) até os que são de origem pré-histórica, isto é, anterior à chegada dos europeus no Brasil. Estes últimos são mencionados nos primeiros textos coloniais, como o relato de Hans Staden sobre sua captura por indígenas que tiveram pouco ou nenhum contato com os colonizadores. Portanto, nomes como Itanhaém, Bertioga, Ubatuba – todos eles mencionados no texto de Staden – não podem ter sido criação europeia.
Para entender os topônimos em tupi antigo, é preciso ter noções da gramática do idioma. A grande maioria dos topônimos são composições, isto é, são formados por mais de uma palavra. Essa nova palavra terá a função de substantivo. Portanto, 'ypiranga (rio vermelho), em tupi, forma uma unidade conceitual, sendo um substantivo como outro qualquer. Há dois tipos de composição em tupi: as composições com relação genitiva e as composições atributivas (ver imagens). Entendendo esses dois tipos de composição, já é possível entender a maioria dos topônimos de origem tupi.

## Tipos de topônimos
Os topônimos seguem padrões morfológicos que podem ser sintetizados nos seis itens a seguir (conforme Navarro). Destes, os mais importantes são as composições com relação genitiva e as composições atributivas (itens 2 e 3). Sua compreensão é importante também para o entendimento dos outros itens (como o 3 e o 6).
Os topônimos podem ser:
1. Substantivos simples
2. Composições com relação genitiva (substantivo + substantivo)
3. Composições atributivas (substantivo +adjetivo)
4. Composições com a posposição -pe
5. Nomes no grau aumentativo ou diminutivo
6. Substantivo + verbo + sufixo -ab(a)

### 1. Substantivo simples
Primeiramente, os topônimos podem ser apenas substantivos simples:

Substantivos simples
Avaré: em tupi, abaré

### 2. Composições com relação genitiva (susbtantivo + substantivo)
Não sendo simples, quase todos os demais são composições. Estas podem ser de dois tipos: composições com relação genitiva e composições atributivas.
Em tupi, a relação genitiva ocorre quando dois substantivos são colocados em sequência de modo a dar a ideia de posse, origem ou pertencimento. Os termos devem vir em ordem invertida em relação ao que seria comum no português. Além disso, é preciso adicionar a preposição de, (ou suas variantes: de, da, do, das, dos) entre os termos. É importante lembrar que em tupi não há flexão de número. Portanto, arara pode ser traduzido tanto como arara ou araras, no plural.

Composições com relação genitiva: há inversão dos termos
Jaguari: îagûara + 'y
Indaiatuba: indaîá + tyba

Um substantivo encontrado com bastante frequência nesse tipo de composição é tyba, que em português pode realizar-se em TIBA, TUBA, TIBI, DUBA, DUVA, entre outros. Esse substantivo significa "ajuntamento". Portanto, indaiatuba significa "ajuntamento de indaiás, ou ainda "indaiazal", se fosse possível falar assim. (Neste último caso, tyba seria entendido como um sufixo, como o é em guarani.)

### 3. Composições atributivas (substantivo + adjetivo)
Quando a composição contém um adjetivo, ela será uma composição atributiva. Nelas, não ocorre a inversão dos termos: eles aparecem na ordem em que apareceriam em português, com a diferença de que em tupi eles vêm justapostos (são escritos juntos) e são considerados uma palavra só; isto é, obedecem às mesmas regras que qualquer substantivo.

Composições atributivas: não há inversão dos termos
Botucatu: ybytyra + katu, passando pela língua geral botura.
Paramirim: pará + mirĩ

As composições atributivas frequentemente levam o sufixo -a, chamado de sufixo substantivador. Em tupi, todos os substantivos terminam em vogal. Se não terminam, deve-se acrescentar o sufixo substantivador ao final.

Composições atributivas com sufixo substantivador
Itaporanga: itá + porang + -a
Uberaba:  'y+ berab + -a

Como se pode perceber, o sufixo não faz parte do adjetivo, mas pertence à composição como um todo (bonito é porang não poranga; este último significa beleza). O sufixo substantivador só ocorre nas composições atributivas (pois, como os substantivos sempre terminam em vogal, uma composição com dois substantivos necessariamente termina em vogal.)

### 4. Composições com a posposição-pe
Tanto as composições com relação genitiva como as atributivas podem receber a posposição -pe, que significa "em" ou "para". Todavia, pelo menos na toponímia brasileira, a grande maioria das composições que levam -pe são as com relação genitiva.
As posposições no tupi cumprem a mesma função que as preposições do português, sendo a única diferença o fato de elas virem depois do termo regido. Por vezes, a posposição -pe realiza-se em -be no português:

Composições com a posposição -pe
Sergipe: seri + îy (leia-se: gi) + -pe. No Nordeste, há um caso de variação linguística. Enquanto no resto da costa brasileira a palavra para rio era 'y, no Nordeste era îy.
Capibaribe: kapibara + 'y + -pe. Por vezes, o morfema -pe realiza-se em -be no português.

Há diversas hipóteses para a ocorrência dessa posposição no nome de tantos topônimos no Brasil. Contudo, não há uma explicação conclusiva a respeito. O que o filólogo Eduardo Navarro defende é que esses topônimos foram criados pelos próprios nativos, e estão entre os mais antigos do Brasil, podendo ser inclusive de origem pré-histórica, isto é, anterior ao descobrimento oficial do Brasil pelos europeus. Todavia, não sabemos o porquê de os indígenas colocarem o morfema -pe ao final dos nomes. Trata-se de um fenômeno gramatical que não conhecemos ao certo, pois essa função da posposição -pe não foi descrita por nenhum gramático do tupi.

### 5. Topônimos com sufixos aumentativos (-guaçu) ou diminutivos (-ĩ)
Os graus do substantivo (aumentativo e diminutivo) se fazem pelos sufixos -'ĩ ou -'i, para o diminutivo, e -gûasu, -ûasu ou -usu para o aumentativo.

Substantivos nos graus aumentativo e diminutivo
Iguaçu: 'y + gûasu: rio grande, ou "riozão"
Itaim Bibi: itá + -'ĩ

O sufixo -ûasu, pelo menos nestes casos, comporta-se como um adjetivo. Portanto, Iguaçu pode ser pensado como um caso de composição atributiva, mesmo que isso são seja o mais adequado. -Ûasu não é adjetivo pois não pode ser usado predicativamente. Isto é, não se pode dizer  'y i gûasu: o rio é grande. Só é possível falar 'ygûasu: rio grande.
O sufixo -'ĩ serve para formar o grau diminutivo. Ele não deve ser confundido com mirĩ, que é um adjetivo. (Cf. com Paramirim acima).

### 6. Substantivo + verbo + sufixo -ab(a)
Trata-se do único tipo de topônimo que contêm verbo (ou mais especificamente, que é formado a partir de um verbo). Eles seguem o seguinte esquema:
- Substantivo + verbo com sufixo -ab (formando um substantivo) + sufixo -a.

O sufixo -ab(a) forma os chamados deverbais, isto é, substantivos derivados de verbos. Têm vários significados. Nos topônimos, em virtude do contexto em que são utilizados, significam "lugar de".

Composições com o sufixo -ab(a)
Piracicaba: em tupi: pirá sykaba. Chegar é syk. Lugar de chegada (ou, mais literalmente, lugar de chegar) é syk-aba. Este último termo está em relação genitiva com pirá.
Pindamonhangaba: em tupi: pindá  monhangaba. Fazer é monhang. Lugar de fazer é monhang-aba. Este último termo está em relação genitiva com pindá, anzol.

Este tipo de topônimo pode ser entendido como uma simples relação genitiva, do tipo substantivo + substantivo, na qual um dos termos contém o sufixo -ab(a). Vale notar que nem todos os topônimos terminados em -aba contém o sufixo em questão. Uberaba, por exemplo, é a junção de 'y, água, e berab, brilhante, clara, mais o sufixo -a, significando águas claras, águas brilhantes.

## Lista de topônimos
Há a seguir uma lista de palavras em tupi antigo que podem ser encontradas na tabela a seguir. Este vocabulário, junto com o conhecimento das composições em tupi, permitirão ao leitor entender os topônimos apresentados. Não serão apresentadas palavras cujo significado for óbvio, como arara.
- -a – sufixo substantivador (ver gramática)
- atã – duro
- berab – brilhante
- gûasu – grande
- gûyrá – pássaro
- gûyrátinga – garça (lit. pássaro branco)
- itá – pedra
- katu – bom
- mirĩ – pequeno
- oby – verde ou azul
- oka – casa
- panem – imprestável, amarelo
- pará – rio grande
- -pe – em, para (ver gramática)
- peb – chato, plano
- pirá – peixe
- pirang – vermelho
- pytang – com tom pastel, aclareado
- sunung – que ressoa
- taba – aldeia
- ting – branco, claro
- tyba – ajuntamento
- un – preto, escuro
- -usu – mesmo que gûasu
- 'y  – água ou rio
- yby – terra
- ybyrá – madeira, árvore

A fonte dos topônimos a seguir é o Dicionário de Tupi Antigo (2013), do tupinólogo Eduardo Navarro.
| Nome            | Significado                                                                            | Nome                       | Significado                                         |
| --------------- | -------------------------------------------------------------------------------------- | -------------------------- | --------------------------------------------------- |
| Abaeté (lagoa)  | terrífico, horroroso                                                                   | Itaquera                   | pedra dormente, asilo de pedra                      |
| Abatiá          | grão de milho                                                                          | Itararé                    | bica que corre por cima ou por baixo de uma rocha   |
| Andaraí         | rio dos morcegos                                                                       | Itatiaia                   | pedra cheia de pontas                               |
| Aracaju         | cajueiro dos arás (aves psitacídeas)                                                   | Itatiba                    | ajuntamento de pedras                               |
| Araçatuba       | ajuntamento de araçás                                                                  | Itumbiara                  | caminho da cachoeira, caminho das aguas             |
| Araraquara      | toca das araras ou dos ararás (variedade de formiga alada branca, semelhante ao cupim) | Iturama                    | região de cachoeiras                                |
| Araruama        | lugar de as araras beberem água                                                        | Jericoacoara               | tocas das tartarugas                                |
| Atibaia         | cabelo crescido que os índios tinham sobre as orelhas                                  | Ji-Paraná                  | rio dos machados                                    |
| Avaré           | padre                                                                                  | Mandaguari                 | espécie de abelha                                   |
| Bariri          | coisa que treme, isto é, corrente veloz de rio em trecho de grande desnivelamento      | Manhuaçu                   | algodoeiros grandes                                 |
| Barueri         | Flor Vermelha                                                                          | Manhumirim                 | algodoeiros pequenos                                |
| Bauru           | cesto de frutas                                                                        | M'Boi Mirim                | cobra pequena                                       |
| Botucatu        | serra boa                                                                              | Pará                       | rio grande                                          |
| Butantã         | terra muito dura                                                                       | Paraíba                    | rio ruim                                            |
| Caçapava        | lugar de se atravessar a mata                                                          | Paraibuna                  | rio ruim e escuro                                   |
| Caraguatatuba   | ajuntamento de gravatás                                                                | Paraitinga                 | rio ruim e claro                                    |
| Catanduva       | ajuntamento de mata dura, isto é, de cerrado                                           | Paraná                     | rio                                                 |
| Curitiba        | ajuntamento de pinheiros                                                               | Paranaguá                  | enseada do mar                                      |
| Embu-Guaçu      | cobra grande                                                                           | Paranapanema               | rio ruim, imprestável, de navegação difícil         |
| Guararema       | pau-d'alho                                                                             | Pavuna                     | lagoa escura                                        |
| Guaratinguetá   | muitas garças                                                                          | Pejuçara                   | caminho comprido                                    |
| Ibirapuera      | árvores velhas                                                                         | Pindamonhangaba            | lugar de fazer anzóis                               |
| Iguaçu          | rio grande                                                                             | Piracicaba                 | lugar de chegar dos peixes                          |
| Iguatemi        | rio das canoas emproadas                                                               | Pirassununga               | estrondo de peixes                                  |
| Indaiatuba      | ajuntamento de indaiás                                                                 | Ponta Porã                 | ponta bonita                                        |
| Ipanema         | rio amarelo, aziago, azarado, sem peixes                                               | Saquarema                  | caramujos fedorentos                                |
| Ipiranga        | rio vermelho                                                                           | Sorocaba                   | rasgadura (da terra)                                |
| Itabira         | pedra levantada                                                                        | Suarão (praia em Itanhaém) | estrela Sirius                                      |
| Itaboraí        | rio das pedras brilhantes                                                              | Tabapuã                    | aldeia redonda                                      |
| Itaim           | pedregulho                                                                             | Taguatinga                 | barro amarelo claro                                 |
| Itaipu          | rio barulhento das pedras                                                              | Tatuapé                    | caminho de tatus                                    |
| Itamarati       | rio das pedras pequenas                                                                | Taubaté                    | pedras altas                                        |
| Itacoatiara     | pedra pintada                                                                          | Tijuca                     | brejo, charco, água podre                           |
| Itajaí          | rio das pedras que emergem                                                             | Ubatuba                    | ajuntamento de canas-ubás, ou ajuntamento de canoas |
| Itanhaém        | bacia de pedra (alusão a um aspecto do relevo fluvial da região)                       | Uberaba                    | água brilhante                                      |
| Itapetinga      | laje de pedra branca, pedra achatada branca                                            | Uiraúna                    | pássaros pretos                                     |
| Itapeva         | pedra chata (laje)                                                                     | Votorantim                 | morro pontudo                                       |
| Itaporanga      | pedra bonita                                                                           | Votuporanga                | morro bonito                                        |
| Itaquaquecetuba | ajuntamento de taquara-faca                                                            |                            |                                                     |

## Classificação dos topônimos por antiguidade
Os topônimos de de origem tupi abrangem um espaço de tempo muito grande: há os que são antiquíssimos, anteriores mesmo à chegada de Cabral, e há os que foram criados há poucas décadas. A classificação a seguir, bem como os exemplos, foram fornecidos por Navarro.
| Categoria                                          | Descrição | Exemplos                                        |
| -------------------------------------------------- | --- | ----------------------------------------------- |
| a) Topônimos anteriores ao descobrimento do Brasil | Estes foram atribuídos pelos próprios nativos e se concentram sobretudo na costa do Brasil. Foram registrados pelos primeiros cronistas e viajantes que navegaram ao longo do litoral, no século XVI. Portanto, tais nomes não podem ser criação do colonizador, e sim, criação indígena e de origem pré-histórica, dado que já existiam antes de qualquer contato significativo com os europeus. | Piratininga, Bertioga, Itanhaém, Paraguaçu      |
| b) Topônimos do século XVI                         | Localizados sobretudo na costa, foram atribuídos tanto por nativos como por colonizadores e mestiços, todos falantes de tupi. | ...                                             |
| c) Topônimos dos séculos XVII e XVIII              | Adentrando o interior, tais topônimos foram atribuídos por bandeirantes e missionários à medida que a colonização se interiorizava e as línguas gerais se desenvolviam a partir do tupi antigo. | Uberaba, Cuiabá, Curitiba                       |
| d) Topônimos dos séculos XIX e XX                  | Muitos dos nomes surgidos no século XIX têm origem no nheengatu, desenvolvimento histórico da língua geral amazônica (que, por sua vez, era desenvolvimento do tupi antigo). Já no século XX, com a interiorização do país (no oeste paulista, mineiro, matogrossense, etc), muitos novos nomes foram criados. Conforme Navarro, "tais nomes não têm nenhuma relação com a presença de grupos indígenas da família tupi-guarani ou com as bandeiras, mas foram atribuídos por engenheiros, topógrafos, fazendeiros, que acompanhavam a expansão das frentes pioneiras na primeira metade do século [XX]". Os topônimos artificiais (ver seção abaixo) entram nesta categoria. | Nhandeara, Potirendaba, Ibirá, Tangará da Serra |

## Topônimos artificiais
Os topônimos ainda podem ser classificados em espontâneos e artificiais. Estes últimos subdividem-se em artificiais adequados e inadequados.
Nem todos os topônimos foram nomes dados espontaneamente. Muitos foram criações artificiais, resultado da criatividade de um ou mais tupinólogos que criaram o nome para determinado lugar. Esse fenômeno se verifica muito no estado de São Paulo, sendo os nomes artificiais criados em geral no século XX (ou seja, séculos depois de o tupi antigo ter deixado de ser falado).
Segundo Eduardo Navarro, os topônimos artificiais podem ser adequados ou inadequados. Adequados são os que são gramaticalmente corretos e descrevem corretamente uma característica (geralmente geográfica) da cidade ou lugar que eles designam. Os inadequados possuem alguma incorreção nesse sentido. Podem ser ainda topônimos tupis em regiões na qual o upi não era falado.
Por exemplo, o topônimo Pirangi é inadequado, pois é uma junção incorreta dos termos 'y, rio, e pirang, vermelho. Em uma composição atributiva (ver gramática), o adjetivo vem depois, não antes. O correto, portanto, seria Ipiranga.
| Exemplo         | Etimologia (NAVARRO)                        |
| --------------- | ------------------------------------------- |
| Aiquara (BA)    | a'y + kûara: toca da preguiça               |
| Abaiara (CE)    | abá + îara: o senhor do homens              |
| Paratinga (BA)  | pará + ting + -a: rio branco                |
| Ubatã (BA)      | 'yba + atã: árvore dura                     |
| Sapiranga (RS)  | arasá + pirang + -a: araçás vermelhos       |
| Itajá (RN)      | itá + îá: apinhamento de pedras             |
| Andirá (PR)     | andyrá: morcegos                            |
| Abaetetuba (PA) | abaeté + tuba: reunião de homens muito bons |
| Acajutiba (BA)  | akaîu + tyba: ajuntamento de pés de caju    |

A grande maioria dos topônimos artificiais são adequados; contudo há alguns que apresentam inadequações. Como referido acima, os topônimos inadequados podem ser de dois tipos: ou linguisticamente inadequados (pois ferem a gramática do tupi) ou geograficamente inadequados (nomes atribuídos a lugares em que o tupi antigo nunca fora falado).
| Exemplo                                                   | Etimologia            | Razão da inadequação (segundo NAVARRO) |
| --------------------------------------------------------- | --------------------- | --- |
| Jaguariúna (SP)                                           | îagûar + 'y + un + -a | O nome está correto do ponto de vista gramatical, mas significa "rio preto das onças". Para dizer "rio da onça preta", o correto seria Jaguaruní.                                                                          |
| Pirangi (SP)                                              | pirang + 'y***        | "Rio vermelho". O nome fere as regras de composição em tupi. As composições atributivas (ver imagem na introdução) não ensejam a inversão dos termos. Portanto, o nome correto seria Ipiranga.                             |
| Itaporanga (PB)                                           | itá + porang + -a     | Embora gramaticalmente correto, o nome foi dado a um local onde habitavam indígenas do tronco macro-jê, e que portanto falavam uma língua muito diferente do tupi.                                                         |
| Itacajá (TO)                                              | itá + kaîá            | Nome gramaticalmente correto, mas com sentido absurdo: cajá de pedra (cajá é um fruto). Ademais, o nome é também geograficamente inadequado por ter sido dado a um lugar onde nunca se falou tupi ou língua derivada dele. |
| *** = etimologias que contêm alguma incorreção gramatical |                       | |